# 张宝成
张宝成（1959年6月19日—），是一名中國人權活動家，曾参与“茉莉花运动”、新公民运动的“教育平权”和“要求官员财产公示”、“声援陈建刚组建人权律师团”、“声援许志永”、“声援郭飞雄”、“抗议中国709维权律师大抓捕事件”等活动。他的政治理念為「反對一黨獨裁，建立公平、公開、公正的社會民主制度」。

## 經歷
1978年，被中国共產黨政權以“有历史根源的散布反党言论、破坏毛泽东思想传播”判处劳动教养三年。 
2006年，被中国政府以“销毁罪证罪”，判刑三年。 
2013年3月31日，在北京西单休闲广场进行“要求官员财产公示”演讲，被中国政府抓捕、判刑2年。
张宝成表示，在服刑期间，曾遭受酷刑逼供：电击生殖器、殴打、虐待等迫害，身体留下终生印记。 获释后多次被拘留、拘禁、拘押调查，家庭长期被监控，通讯被监听，被抄家5次以上。
2019年5月27日，在北京被中國政府以“涉枪罪”抓捕。次日，以“寻衅滋事罪”被拘留，关押于北京丰台区看守所。同年7月4日，以“寻衅滋事、宣扬恐怖主义、极端主义、煽动实施恐怖活动罪”被逮捕。9月2日下达换押证。9月23日，关押地转至北京市第一看守所。
2019年12月30日，中国北京市人民检察院第二分院向北京市第二中级人民法院起诉张宝成，起诉书称：张宝成通过互联网发布抹黑中国国家领导人、反党反政府、分裂国家、破坏民族团结、辱骂司法机关、损害中国国家形象等共计2000余条信息，建议以寻衅滋事罪，宣扬恐怖主义、极端主义罪追究张宝成刑事责任，从重处罚。
2020年4月2日，北京第二中级人民法院告知律师，张宝成案延期至2020年5月3日审理。4月28日，北京第二中级人民法院告知律师应检察院建议张宝成案恢复审理，审理期限重新计算。
5月27日下午，律師卢廷阁打電話給北京第一看守所，问询會見當事人張寶成事宜。看守所答復：疫情期間減少會見的數量，现在只能：电话預約到8月11日。若案子開庭，提前2、3日特殊安排會見；或是疫情結束恢復正常会见。律師已经5个月没有見到当事人張寶成了。
6月16日，律师接到北京二中院通知：因疫情，张宝成案中止审理。7月14日，卢廷阁律师向北京第二中级法院递交“变更强制措施申请书”。7月17日，北京第二中级法院回复：不予取保。理由：采取取保候审强制措施具有一定社会危害。
7月29日，卢廷阁律师在北京第一看守所会见了张宝成，这次会见，距前一次会见相隔7个月。得知：张宝成每日的放风时间仅仅只有5分钟。
8月18日，张宝成案在北京市第二中级法院开庭审理。律师彭剑、卢廷阁当庭做了辩护，法庭当日未判决。
8月25日，张宝成从北京市第一看守所 转到 北京市第三看守所，原因不详。
9月29日，北京第二中级法院通知：延长审限3个月，到12月29日。
11月6日，北京第二中级法院通知律师：11月10日宣判。
11月10日，在北京第二中级法院开庭宣判，张宝成获刑3年6个月，其中被以“寻衅滋事罪”判刑3年，被“以宣扬恐怖主义、极端主义罪”判刑8个月，并处罚金人民币二千元，决定合并执行3年6个月，罚金人民币二千元，刑期从判决执行之日起计算，判决前先行羁押的，羁押一日抵一日，即自2019年5月27日至2022年11月26日止。张宝成当庭表示要上诉。
2023年9月，张宝成因八月稍早在天安门广场竖中指拍照，遭警方以涉嫌“寻衅滋事罪”刑拘，后获取保候审。